# 1919 na Alemanha
Esta é uma cronologia dos fatos acontecimentos de ano 1919 na Alemanha.

## Eventos
- 1 de janeiro: É fundado o Partido Comunista da Alemanha.
- 5 de janeiro: O Partido dos Trabalhadores Alemães é fundado por Anton Drexler e Karl Harrer em Munique.
- 15 de janeiro: Karl Liebknecht e Rosa Luxemburgo são assassinados pelos membros da guarda das Freikorps.
- 19 de janeiro: São realizadas as eleições para escolha dos membros da Assembleia Nacional.
- 6 de fevereiro: A Assembleia Nacional de Weimar é instalada.
- 11 de fevereiro: Friedrich Ebert é eleito o primeiro presidente da Alemanha pela Assembleia Nacional de Weimar.
- 14 de fevereiro: Konstantin Fehrenbach é eleito presidente da Assembleia Nacional de Weimar.
- 18 de fevereiro: O comitê dos estados alemães decide a introdução das listras preta, vermelha e dourada como a bandeira da Alemanha.
- 31 de julho: A Constituição de Weimar é aprovada por 262 votos a favor e 75 contra da Assembleia Nacional.
- 12 de setembro: Adolf Hitler filia-se ao Partido dos Trabalhadores Alemães.

## Mortes
- 4 de janeiro: Georg von Hertling, Chanceler da Alemanha (n. 1843).